# Ruppersdorfer See
Der Ruppersdorfer See (gelegentlich fälschlich als Ratekauer See bezeichnet) ist ein See nordöstlich von Ratekau, nahe Ruppersdorf im Kreis Ostholstein in Schleswig-Holstein. Der Ruppersdorfer See ist ca. 25 Hektar groß und mit 1 bis 2,5 m Tiefe sehr flach. Er wurde 1999 mit seinen Uferbereichen und einigen angrenzenden Flächen als Naturschutzgebiet Ruppersdorfer See ausgewiesen, da er für die Brut und Mauser, als Nahrungsquelle und als Rastplatz für etwa 60 Arten von Vögeln bedeutend ist. Der Ruppersdorfer See entwässert (über die Aalbek) nordostwärts in den nahegelegenen Hemmelsdorfer See.

## Fauna
Auf dem See brüten regelmäßig Schwarzhalstaucher, Stockenten, Reiherenten, Schnatterenten, Lachmöwen, Flussseeschwalben und Graureiher.
Zu den Zugzeiten kommen Watvögel wie Sandregenpfeifer, Flussregenpfeifer, Kampfläufer, Waldwasserläufer, Bruchwasserläufer, Kiebitze, Große Brachvögel und Dunkle Wasserläufer.

## Geschichte und Wiederentstehung
Der Ruppersdorfer See hatte bis zum 19. Jahrhundert eine Größe von ca. 45 Hektar, bis er zur Gewinnung von Grünland trockengelegt wurde. 
Bereits zuvor war der See im Laufe der Jahrhunderte zunehmend vermoort und verlandet.
Ab den 1980er Jahren wurden die Flächen des ehemaligen Sees von der Gemeinde Ratekau, unterstützt vom Land Schleswig-Holstein und Dritten, aufgekauft. Ab 1989 wurde der See wieder aufgestaut, bis er 1992 seine heutige Größe wiedererlangte.

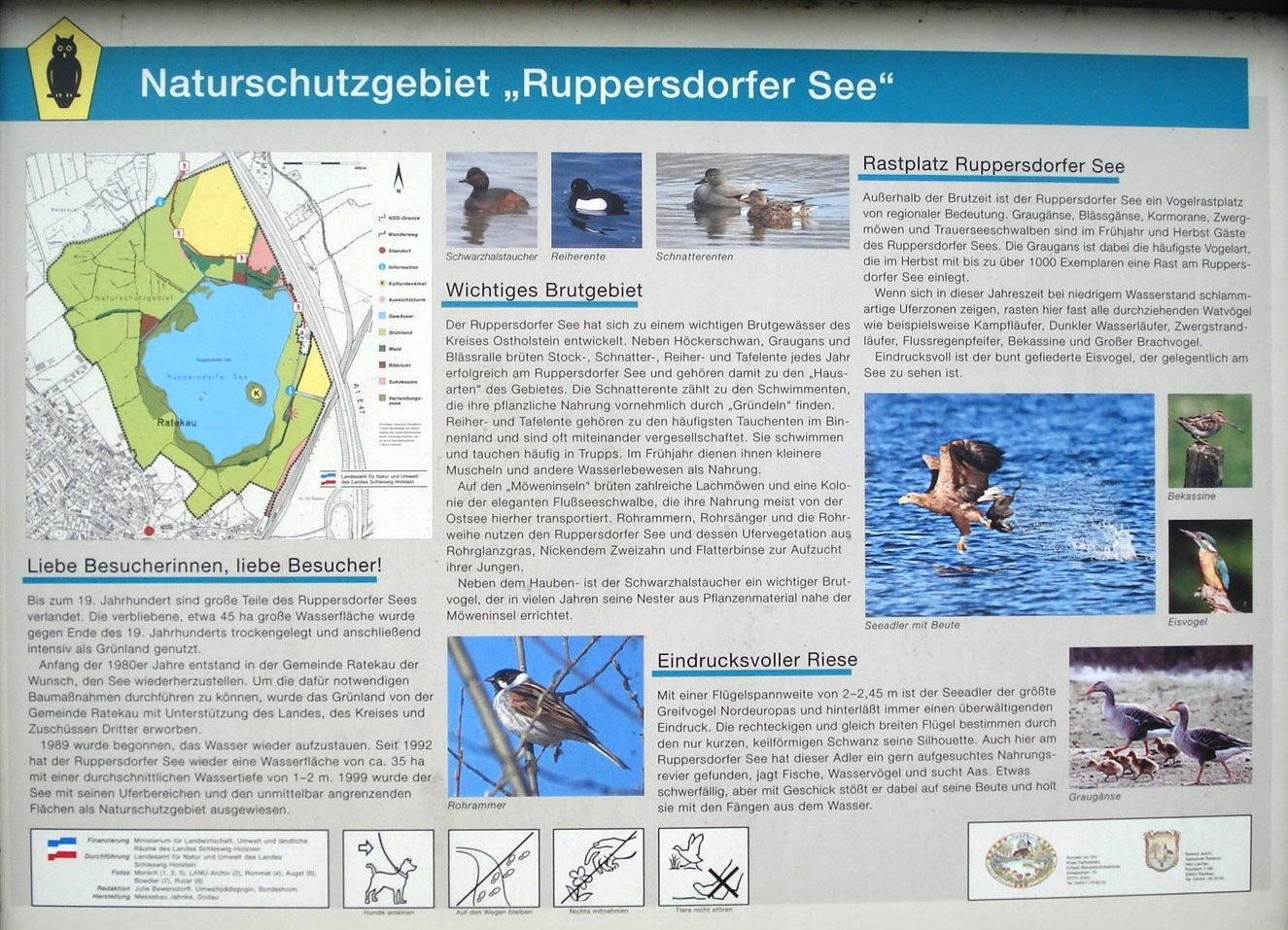
Informationstafel zum Naturschutzgebiet Ruppersdorfer See

## Reste einer Burg

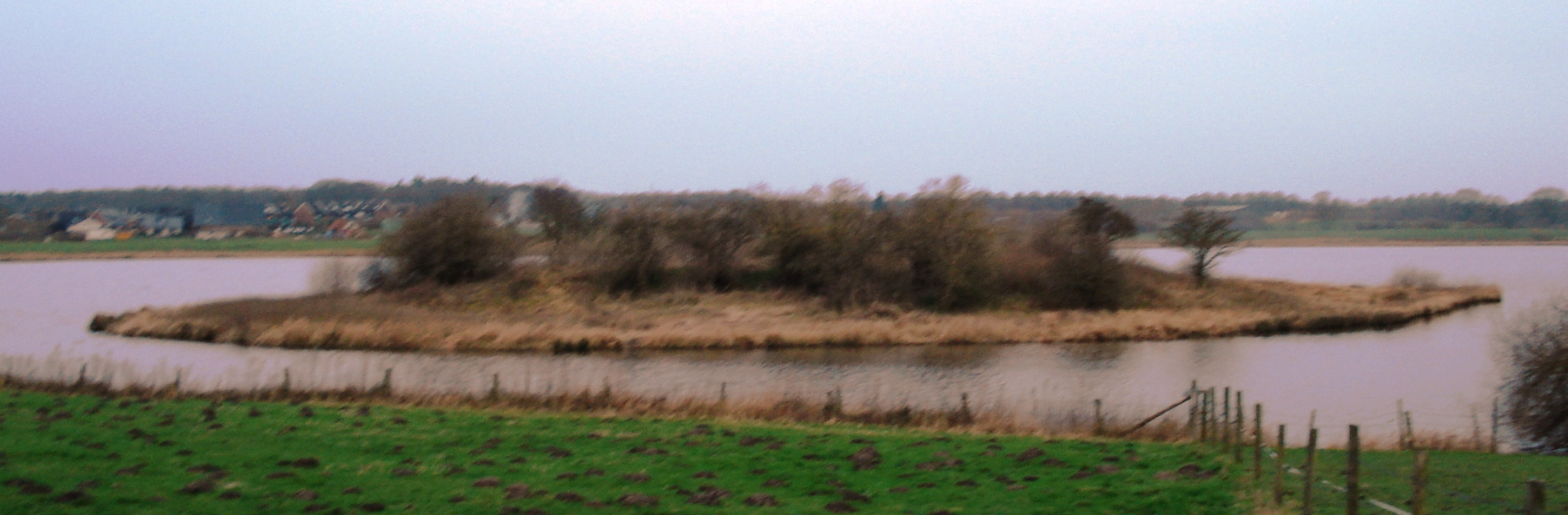
Die Insel mit den Resten einer Burg im Ruppersdorfer See

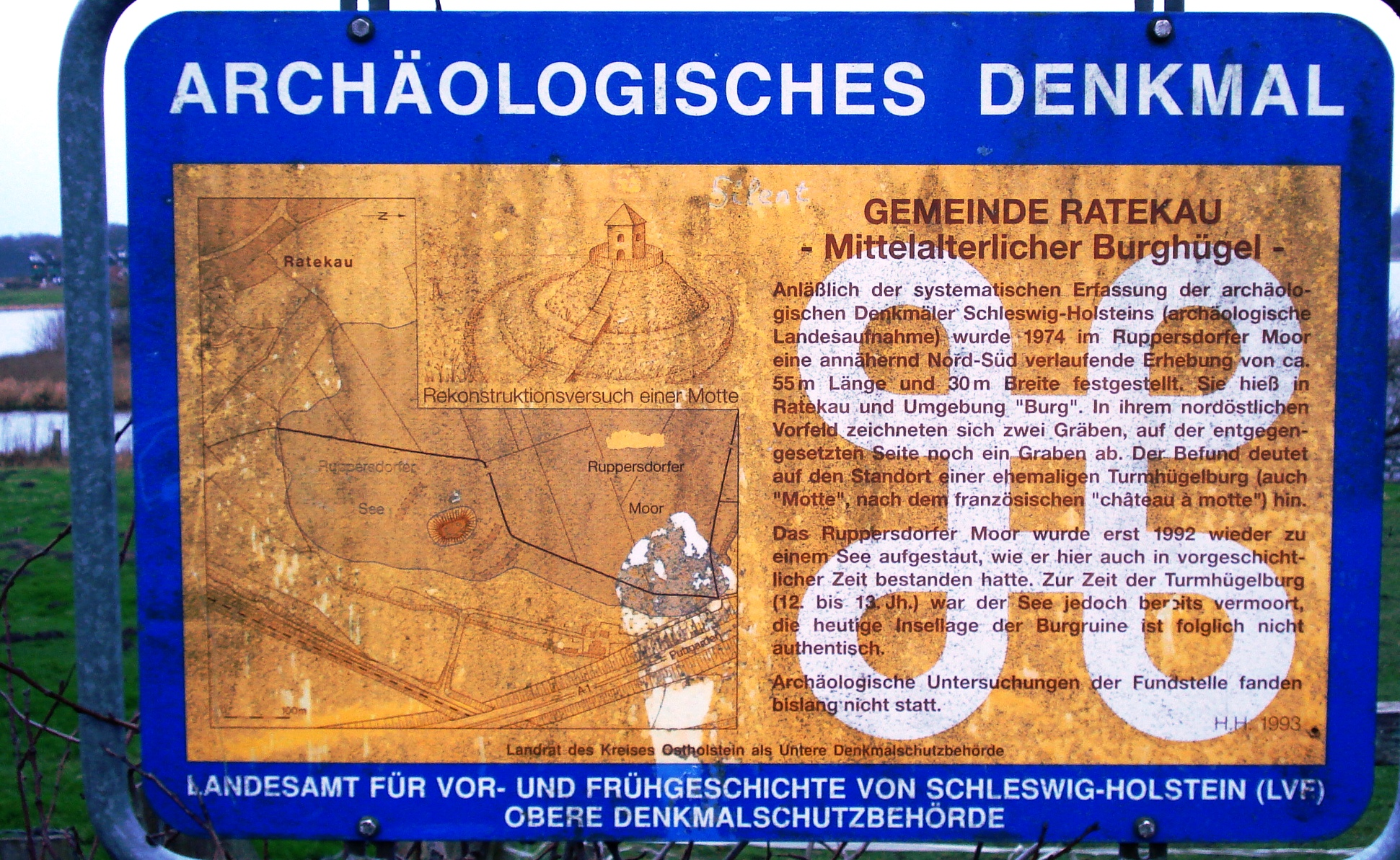
Informationstafel zur Burg im Ruppersdorfer See

Am östlichen Rand des Ruppersdorfer Sees liegt eine Insel, auf der sich die Reste einer mittelalterlichen Burg (einer Motte) aus dem 12./13. Jahrhundert befinden. Erhalten sind Reste des Turmhügels von 55 m Länge und 30 m Breite sowie im Nordosten die Reste zweier Gräben, im Südwesten Reste eines Grabens.
Zum Zeitpunkt der Anlage der Burg war der See an der Stelle der heutigen Insel lediglich vermoort.